# Джон Осборн
Джон Джеймс О́сборн (англ. John James Osborne; 12 грудня 1929 — 24 грудня 1994) — англійський драматург і сценарист, один з лідерів літературного руху Angry Young Men. Відомість Осборну принесла п'єса «Озирнися в гніві» («Look Back in Anger», 1956), яка викликала громадський резонанс і змінила обличчя британського театру.
Осборн — автор декількох кіносценаріїв, в тому числі до фільмів «Озирнися в гніві» і «Комедіант», а також «Том Джонс», за який він одержав «Оскара».

## П'єси
- «The Devil Inside» (1950, зі Стелою Лінден)
- «The Great Bear» (1951)
- «Personal Enemy» (1955, з Ентоні Крайтоном)
- «Озирнися в гніві» (1956)
- «The Entertainer» (1957)
- «Epitaph for George Dillon» (1958, з Ентоні Крайтоном)
- «The World Of Paul Slickey» (1959, мюзикл «An Artificial Comedy», 1955)
- «A Subject Of Scandal And Concern» (1960)
- «Luther» (1961)
- «Plays for England» (1962)
- «The Blood of the Bambergs»
- «Under Plain Cover»
- «Неприпустимі докази» (1964)
- «A Patriot For Me» (1965)
- «A Bond Honoured» (1966, адаптація La fianza satisfecha Лопе де Вега)
- «The Hotel In Amsterdam» (1968)
- «Time Present» (1968)
- «The Right Prospectus» (ТВ, 1970)
- «West Of Suez» (1971)
- «A Sense Of Detachment» (1972)
- «The Gift Of Friendship» (1972)
- «Hedda Gabler» (1972, Ібсен, адаптація)
- «Place Calling Itself Rome» (1973, адаптація «Коріолана»)
- «Ms, Or Jill And Jack» (ТВ, 1974)
- «The End Of Me Old Cigar» (1975)
- «The Picture Of Dorian Gray» (1975, по О. Вайлду)
- «Almost A Vision» (ТВ, 1976)
- «Watch It Come Down» (1976)
- «Try A Little Tenderness» (1978)
- «Very Like A Whale» (ТВ, 1980)
- «You're Not Watching Me, Mummy» (ТВ, 1980)
- «A Better Class of Person»
- «God Rot Tunbridge Wells» (ТВ, 1985)
- «The Father» (1989, по Стріндбергу)
- «Déjàvu» (1992)

## Кіносценарії
- «Том Джонс» (1963)
- «The Charge of the Light Brigade»

## Книги
- «A Better Class of Person» (1981, автобіографія, частина 1)
- «Almost a Gentleman» (1991, автобіографія, ч. 2)